# Copa Mundial VIVA 2010
La Copa Mundial VIVA Gozo 2010 fue la IV edición de la Copa Mundial VIVA, orgnizada por la NF-Board.
Los partidos fueron diputados en las ciudades de Xewkija y Sannat en la isla de Gozo (Malta). Se jugó del 31 de mayo al 5 de junio de 2010.
En esta ocasión el campeón fue Padania ganándole en la final jugada en el Estadio Gozo en la ciudad de Xewkija a Kurdistán por 1:0, consiguiendo así su tercer título en la competición.
El tercer puesto lo ganó Occitania en un partido contra La selección de las Dos Sicilias por un 2:0.

## Equipos participantes
En cursiva los equipos debutantes.
| Equipos participantes | Equipos participantes | Equipos participantes |
| --------------------- | --------------------- | --------------------- |
| Padania               | Occitania             | Gozo                  |
| Kurdistán             | Dos Sicilias          | Provenza              |

## Sedes
| Ciudad  | Estadio       | Capacidad |
| ------- | ------------- | --------- |
| Xewkija | Estadio Gozo  | 4.000     |
| Sannat  | Sannat Ground | 1.500     |

## Primera fase

### Grupo A
| Equipo    | Pts | PJ | PG | PE | PP | GF | GC | Dif |
| --------- | --- | -- | -- | -- | -- | -- | -- | --- |
| Padania   | 6   | 2  | 2  | 0  | 0  | 3  | 1  | +2  |
| Occitania | 3   | 2  | 1  | 0  | 1  | 5  | 1  | +4  |
| Gozo      | 0   | 2  | 0  | 0  | 2  | 1  | 7  | -6  |

| 31 de mayo de 2010, 20:15 | Gozo          | 1:2     | Padania                    | Estadio Gozo, Xewkija        |                              |
|                           | Camilleri 40' | Reporte | Nannini 7' · Prandelli 82' | Árbitro(s): Per Anders Blind | Árbitro(s): Per Anders Blind |

| 1 de junio de 2010, 19:30 | Occitania | 0:1     | Padania    | Estadio Gozo, Xewkija        |                              |
|                           |           | Reporte | Ghezzi 65' | Árbitro(s): Karim Azad Hatim | Árbitro(s): Karim Azad Hatim |

| 2 de junio de 2010, 19:30 | Gozo | 0:5     | Occitania                                                    | Estadio Gozo, Xewkija        |                              |
|                           |      | Reporte | Ballue 1' (pen.), 36' · Taillan 61' · Amiel 88' · Soro 90+2' | Árbitro(s): Per Anders blind | Árbitro(s): Per Anders blind |

### Grupo B
| Equipo       | Pts | PJ | PG | PE | PP | GF | GC | Dif |
| ------------ | --- | -- | -- | -- | -- | -- | -- | --- |
| Kurdistán    | 6   | 2  | 2  | 0  | 0  | 7  | 3  | +4  |
| Dos Sicilias | 3   | 2  | 1  | 0  | 1  | 2  | 4  | -2  |
| Provenza     | 0   | 2  | 0  | 0  | 2  | 2  | 4  | -2  |

| 31 de mayo de 2010, 17:30 | Kurdistán                                    | 4:1     | Dos Sicilias    | Sannat Ground, Sannat    |                          |
|                           | Mushin 21' · Qaraman 50', 57' · Abdullah 82' | Reporte | Cappuccilli 75' | Árbitro(s): Aaron Refalo | Árbitro(s): Aaron Refalo |

| 1 de junio de 2010, 17:30 | Provenza | 0:1 | Dos Sicilias          | Sannat Ground, Sannat       |                             |
|                           |          |     | Cappuccilli 5' (pen.) | Árbitro(s): Luciano Casnati | Árbitro(s): Luciano Casnati |

| 2 de junio de 2010, 17:30 | Kurdistán                       | 3:2     | Provenza                 | Sannat Ground, Sannat     |                           |
|                           | Qaraman 31', 90+5' · Rahman 35' | Reporte | Borghesi 19', 39' (pen.) | Árbitro(s): Antonio Guida | Árbitro(s): Antonio Guida |

## Segunda fase
|  | Semifinales  | Semifinales |         |           | Final        | Final        |  |
|  |              |             |         |           |              |              |  |
|  |              |             |         |           |              |              |  |
|  | Kurdistán    | 2           |         |           |              |              |  |
|  | Kurdistán    | 2           |         |           |              |              |  |
|  | Occitania    | 1           |         |           |              |              |  |
|  | Occitania    | 1           |         | Kurdistán | 0            |              |  |
|  |              |             |         | Kurdistán | 0            |              |  |
|  |              |             | Padania | 1         |              |              |  |
|  | Padania      | 2           | Padania | 1         |              |              |  |
|  | Padania      | 2           |         |           |              |              |  |
|  | Dos Sicilias | 0           |         |           | Tercer lugar | Tercer lugar |  |
|  | Dos Sicilias | 0           |         |           | Tercer lugar | Tercer lugar |  |
|  |              |             |         |           |              |              |  |
|  |              |             |         |           | Occitania    | 2            |  |
|  |              |             |         |           | Occitania    | 2            |  |
|  |              |             |         |           | Dos Sicilias | 0            |  |
|  |              |             |         |           | Dos Sicilias | 0            |  |
|  |              |             |         |           |              |              |  |

|  | Quinto lugar |   |  |
|  |              |   |  |
|  | Gozo         | 2 |  |
|  | Gozo         | 2 |  |
|  | Provenza     | 1 |  |
|  | Provenza     | 1 |  |

### Quinto lugar
| 4 de junio de 2010, 15:30 | Gozo                          | 2:1     | Provenza        | Estadio Gozo, Xewkija    |                          |
|                           | Buttigieg 59' · Camilleri 89' | Reporte | Juan 19' (pen.) | Árbitro(s): Aaron Fenech | Árbitro(s): Aaron Fenech |

### Semifinales
| 4 de junio de 2010, 17:30 | Kurdistán                  | 2:1     | Occitania | Sannat Ground, Sannat     |                           |
|                           | Qamaran 71' · Mohammed 82' | Reporte | Gamet 37' | Árbitro(s): Antonio Guida | Árbitro(s): Antonio Guida |

| 4 de junio de 2010, 19:30 | Padania                | 2:0     | Dos Sicilias | Estadio Gozo, Xewkija                                   |                                                         |
|                           | Nannini 62' · Ganz 86' | Reporte |              | Asistencia: ? espectadores Árbitro(s): karim Azad Hatim | Asistencia: ? espectadores Árbitro(s): karim Azad Hatim |

### Tercer lugar
| 5 de junio de 2010, 14:00 | Occitania                 | 2:0     | Dos Sicilias | Sannat Ground, Sannat       |                             |
|                           | Taillan 28' · Gamet 90+3' | Reporte |              | Árbitro(s): Luciano Casnati | Árbitro(s): Luciano Casnati |

### Final
| 5 de junio de 2010, 18:00 | Kurdistán | 0:1     | Padania   | Estadio Gozo, Xewkija                                     |                                                           |
|                           |           | Reporte | Mosti 24' | Asistencia: 5000 espectadores Árbitro(s): Mario Mazzoleni | Asistencia: 5000 espectadores Árbitro(s): Mario Mazzoleni |

### Campeón
| Padania         |
| Campeón Padania |
| Tercer título   |

## Goleadores
| Jugador        | Selección | Goles |
| -------------- | --------- | ----- |
| Haider Qaraman | Kurdistán | 5     |

## Torneo femenino
|  | Final   |   |   |  |
|  |         |   |   |  |
|  | Gozo    | 0 | 0 |  |
|  | Gozo    | 0 | 0 |  |
|  | Padania | 4 | 3 |  |
|  | Padania | 4 | 3 |  |

| 2010 | Padania | 4:0 | Gozo |  |  |

| 2010 | Gozo | 0:3 | Padania |  |  |

### Campeón
| Bandera de Padania |
| Campeón Padania    |
| Primer título      |

## Clasificación final
| Pos | Equipo       | PJ | PG | PE | PP | GF | GC | DG | Pts |
| --- | ------------ | -- | -- | -- | -- | -- | -- | -- | --- |
| 1   | Padania      | 4  | 4  | 0  | 0  | 6  | 1  | +5 | 12  |
| 2   | Kurdistán    | 4  | 3  | 0  | 1  | 9  | 5  | +4 | 9   |
| 3   | Occitania    | 4  | 2  | 0  | 2  | 8  | 3  | +5 | 6   |
| 4   | Dos Sicilias | 4  | 1  | 0  | 3  | 2  | 8  | -6 | 3   |
| 5   | Gozo         | 3  | 1  | 0  | 2  | 3  | 8  | -5 | 3   |
| 6   | Provenza     | 3  | 0  | 0  | 3  | 3  | 6  | -3 | 0   |